# Trolltjärnarna (Burträsks socken, Västerbotten, 716076-169782)
Trolltjärnarna är en sjö i Skellefteå kommun i Västerbotten och ingår i Sävaråns huvudavrinningsområde.